# Praestantia Scripturae
Praestantia Scripturae ist ein Motu proprio vom 18. November 1907, in der Papst Pius X. nochmals die Lehren des Modernismus verurteilt und als Strafe für die Modernisten die automatische Exkommunikation verhängt. 

## Gegen die Modernisten und falschen Exegesen
Mit scharfen und deutlichen Worten verurteilt er die Modernisten und kündigt an, dass er alle Mittel einsetzen werde, um ihnen jegliche Wirkung und Bedeutung zu entziehen. Er bezeichnet die Anhänger des Modernismus als Ketzer und droht ihnen schwere Maßnahmen an. Hierzu heißt es:

„Daher, kraft Unserer Apostolischen Autorität, wiederholen und bekräftigen Wir sowohl jenes Dekret der Hl. Römischen Kongregation (‚Lamentabili Sane Exitu‘ vom 3. Juli 1907) als auch Unsere Enzyklika (‚Pascendi Dominici gregis‘ vom 8. September 1907) durch Hinzufügung der Strafe der Exkommunikation gegen die Widerspenstigen. Und Wir erklären und ordnen an: Wenn jemand – was Gott verhüten möge – so weit in seiner Verwegenheit gehen würde, daß er irgendeine von den Thesen, Meinungen und Lehrsätzen, welche in einem von beiden der von Uns oben genannten Dokumente getadelt worden ist, verteidigen wollte, so ist seine Strafe die [] auferlegte, die auf vollbrachte Tat von selbst folgende Zensur der automatisch eintretenden Exkommunikation.“

In diesem Zusammenhang verweist er auch auf die Enzyklika Providentissimus Deus (1893) seines Vorgängers Leo XIII., in der dieser bereits auf die Wichtigkeit des Bibelstudiums und der Exegese hingewiesen habe. Da die Gefahr der falschen Bibelauslegung bestand, habe Leo XIII. mit dem Apostolischen Brief Vigilantae studii memores die Gründung der biblischen Kommission vorgenommen. Daher sei es nun notwendig, dass die Bibelkommission tätig werden müsse und auch alle ketzerischen Schriften und Veröffentlichungen von den Seminaristen und dem Klerus fernhalten müsse.